# Zbigniew z Łapanowa
Zbigniew z Łapanowa herbu Drużyna (zm. ok. 1423 lub 1428) – ksiądz katolicki, biskup pomocniczy krakowski, biskup łucki i kamieniecki.

## Życiorys
Wywodził się z rodziny szlacheckiej herbu Drużyna z Łapanowa w powiecie szczyrzyckim. Był synem Zbigniewa, łowczego krakowskiego i jego pierwszej żony, miał czterech braci (jeden z nich, Mikołaj był również księdzem). Swoją karierę duchowną zawdzięczał prawdopodobnie wpływom rodzinnym. Był pierwszym biskupem pomocniczym krakowskim wywodzącym się spoza stanu zakonnego. Nie jest znana dokładna data jego nominacji na biskupa. Wiadomo, że w 1395 był już sufraganem krakowskim i biskupem tytularnym Laodycei.
Zbigniew już jako biskup prowadził spory majątkowe z braćmi zakończone w 1397 ugodą, w wyniku której przejął w posiadanie Kobylec i czwartą część wsi Sędowice. Wkrótce potem procesował się z opatem mogilskim o granice Woli Lubeckiej i Sędowic. W 1402 otrzymał od papieża Bonifacego IX zatwierdzenie na probostwo w Gdowie. Mimo tej ostatniej nominacji Zbigniew prawdopodobnie opuścił w 1402 diecezję krakowską i przeniósł się do diecezji halickiej (pozostając formalnie biskupem pomocniczym krakowskim i proboszczem gdowskim). Niektóre źródła wymieniają go również jako biskupa łuckiego. Od 1414 do 1423 współpracował z biskupem Janem Rzeszowskim we Lwowie (jest nawet wymieniany jako pierwszy biskup pomocniczy diecezji lwowskiej, choć nigdy nie uzyskał nominacji papieskiej na to stanowisko).
W 1414 antypapież Jan XXIII mianował go ordynariuszem diecezji kamienieckiej, a urząd ten został potwierdzony 20 sierpnia 1423 przez papieża Marcina V. Jako biskup kamieniecki Zbigniew rozpoczął budowę katedry oraz czynił starania o uposażenie diecezji. Zmarł po roku 1423, niedługo po zatwierdzeniu papieskim, wymieniany jako biskup kamieniecki do 1428.